# Resolutie 662 Veiligheidsraad Verenigde Naties
Resolutie 662 van de Veiligheidsraad van de Verenigde Naties werd op 9 augustus 1990 met unanimiteit van stemmen aangenomen.

## Achtergrond
Op 2 augustus 1990 viel Irak zijn zuiderbuur Koeweit binnen en bezette dat land. Nog diezelfde dag werd de inval door de VN-Veiligheidsraad veroordeeld in resolutie 660. Deze resolutie eiste ook een onmiddellijke terugtrekking van Irak, maar daar kwam niets van terecht.

## Inhoud
De Veiligheidsraad:
- herinnert aan de resoluties 660 en 661;
- is gealarmeerd door de Iraakse verklaring van een "uitgebreide en eeuwige fusie" met Koeweit;
- eist nogmaals dat Irak zich onmiddellijk en onvoorwaardelijk terugtrekt tot zijn posities op 1 augustus;
- vastberaden om de bezetting van Koeweit door Irak te beëindigen en de soevereiniteit, onafhankelijkheid en territoriale integriteit van Koeweit te herstellen;
- ook vastberaden om het gezag van de legitieme regering van Koeweit te herstellen;

1. beslist dat de annexatie van Koeweit door Irak nietig is;
2. roept alle landen, internationale organisaties en gespecialiseerde organisaties op de annexatie niet te erkennen en niets te doen dat dit zou impliceren;
3. eist dat Irak zijn acties om Koeweit te annexeren herroept;
4. besluit om dit item op de agenda te houden en zich in te spannen om de bezetting snel te beëindigen.

## Verwante resoluties
- Resolutie 660 Veiligheidsraad Verenigde Naties
- Resolutie 661 Veiligheidsraad Verenigde Naties
- Resolutie 664 Veiligheidsraad Verenigde Naties
- Resolutie 665 Veiligheidsraad Verenigde Naties

Lijst ·  647 ·  648 ·  649 ·  650 ·  651 ·  652 ·  653 ·  654 ·  655 ·  656 ·  657 ·  658 ·  659 ·  660 ·  661 ·  662 ·  663 ·  664 ·  665 ·  666 ·  667 ·  668 ·  669 ·  670 ·  671 ·  672 ·  673 ·  674 ·  675 ·  676 ·  677 ·  678 ·  679 ·  680 ·  681 ·  682 ·  683